# Komisariat Straży Celnej „Janowiec Kościelny”

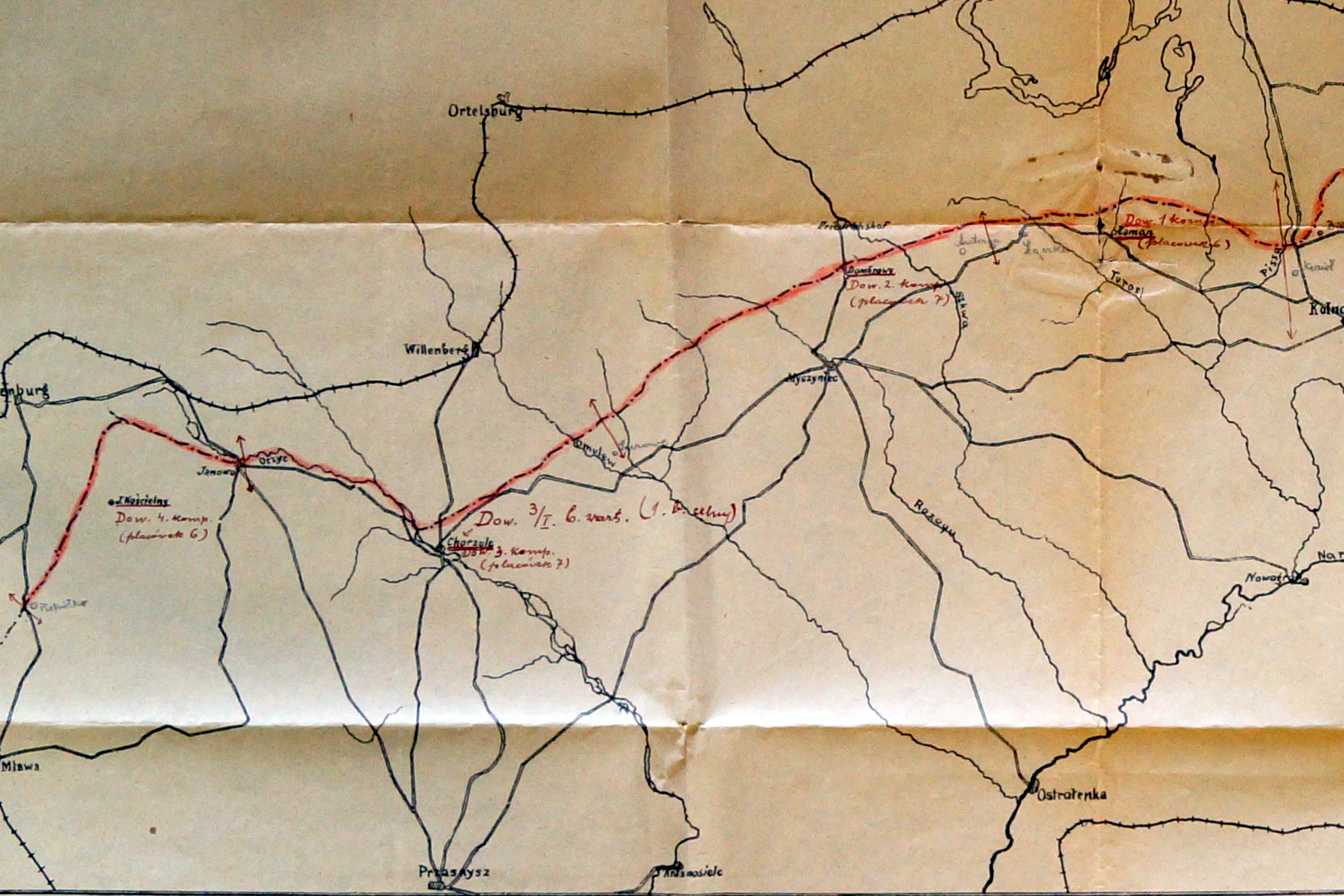
Szkic rozmieszczenia pododdziałów
1 batalionu celnego w 1921 roku

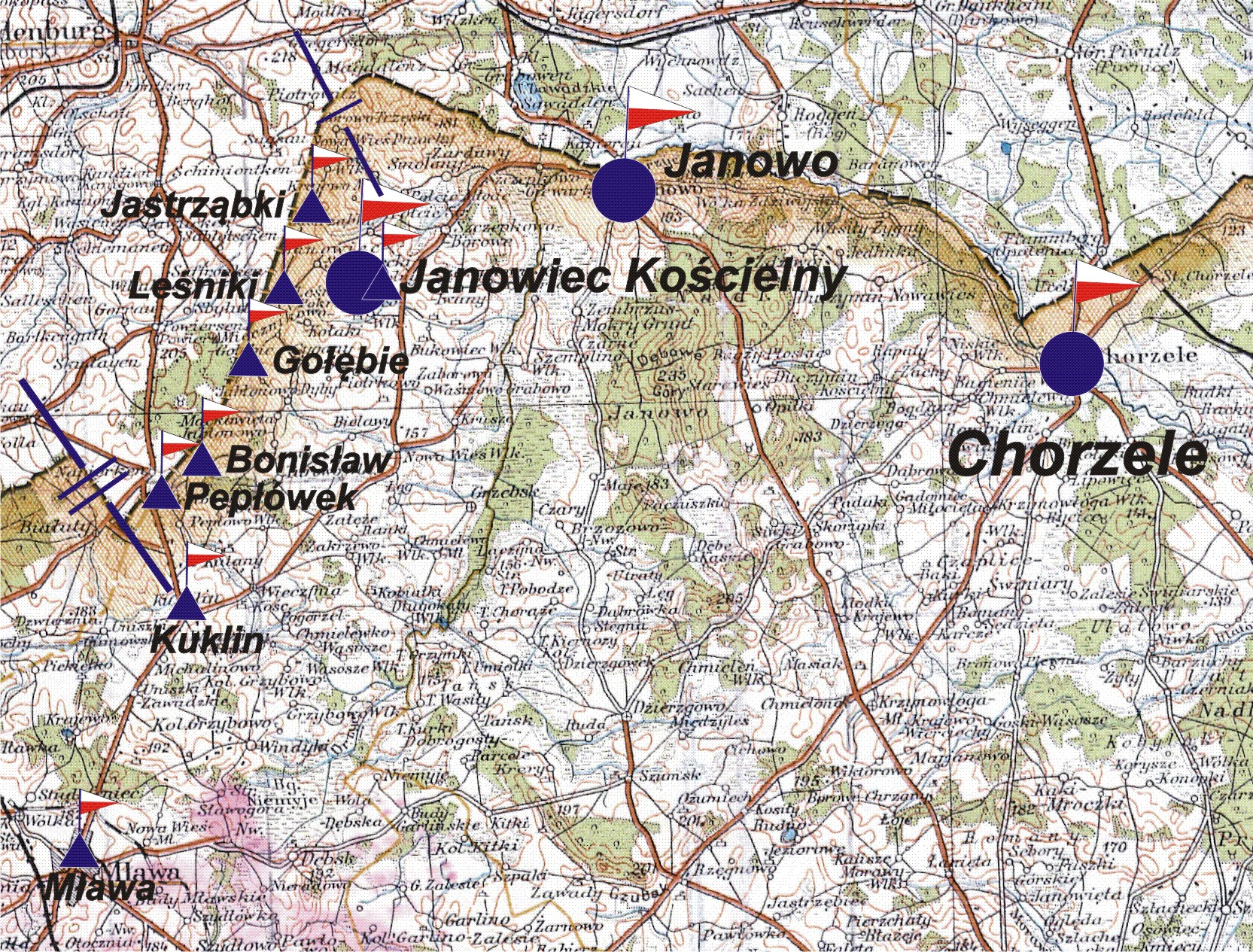
Rozmieszczenie placówek SC komisariatu "Janowiec Kościelny" w 1926 roku

Komisariat Straży Celnej „Janowiec Kościelny” – jednostka organizacyjna Straży Celnej pełniąca służbę ochronną na granicy polsko-niemieckiej w latach 1921–1928.

## Formowanie i zmiany organizacyjne
Na wniosek Ministerstwa Skarbu, uchwałą z 10 marca 1920 roku, powołano do życia Straż Celną. Od połowy 1921 roku jednostki Straży Celnej rozpoczęły przejmowanie odcinków granicy od pododdziałów Batalionów Celnych. Proces tworzenia Straży Celnej trwał do końca 1922 roku. Komisariat Straży Celnej „Janowiec Kościelny”, wraz ze swoimi placówkami granicznymi, wszedł w podporządkowanie Inspektoratu Straży Celnej „Praszka”.
1 czerwca 1921 roku w Janowcu Kościelnym stacjonowała jeszcze 4 kompania celna 1 batalionu celnego. Posiadała ona swoje placówki w miejscowościach: Gewarty, Smolany, Trząski, Zdzięty, Leśniki, Gołębie, Pepłówek i w Janowcu Kościelnym. Na przełomie roku 1921/1922 ochronę granicy państwowej w tym rejonie od pododdziałów 1 batalionu celnego przejęła Straż Celna.
W drugiej połowie 1927 roku przystąpiono do gruntownej reorganizacji Straży Celnej. W praktyce skutkowało to rozwiązaniem tej formacji granicznej. Rozporządzeniem Prezydenta Rzeczypospolitej Polskiej Ignacego Mościckiego z 22 marca 1928 roku w jej miejsce powoływano z dniem 2 kwietnia 1928 roku Straż Graniczną.
Rozkazem nr 1 z 12 marca 1928 roku w sprawach organizacji Mazowieckiego Inspektoratu Okręgowego, Naczelny Inspektor Straży Celnej gen. bryg. Stefan Pasławski powołał komisariat Straży Granicznej „Szczepkowo Borowe” i „Działdowo,” które przejęły ochronę granicy od rozwiązywanego komisariatu Straży Celnej. 

## Służba graniczna
Sąsiednie komisariaty
- komisariat Straży Celnej „Janowo” ⇔  komisariat Straży Celnej „Działdowo” − 1926

## Funkcjonariusze komisariatu
Obsada personalna w 1927:
- kierownik komisariatu – komisarz Władysław Kruszelnicki
- pomocnik kierownika komisariatu – starszy przodownik Józef Odorowski (318)

## Struktura organizacyjna komisariatu
Organizacja komisariatu w 1926 roku:
- komenda komisariatu – Janowiec Kościelny
- placówka Straży Celnej  „Jastrzębki”
- placówka Straży Celnej „Janowiec Kościelny”
- placówka Straży Celnej „Leśniki”
- placówka Straży Celnej „Gołębie”
- placówka Straży Celnej „Bonisław”[a]
- placówka Straży Celnej „Pepłówek”[b]
- placówka Straży Celnej „Kuklin”
- placówka Straży Celnej „Mława”[c]